# Ranunculus virzionensis
Ranunculus virzionensis är en ranunkelväxtart som beskrevs av Felix. Ranunculus virzionensis ingår i släktet ranunkler, och familjen ranunkelväxter. Inga underarter finns listade i Catalogue of Life.